# Solariella varicosa
Solariella varicosa är en snäckart som först beskrevs av Jesse Wedgwood Mighels och C. B. Adams 1842.  Solariella varicosa ingår i släktet Solariella och familjen pärlemorsnäckor. Inga underarter finns listade i Catalogue of Life.